# Achille Van Acker
Achille Honoré Van Acker (8. dubna 1898 Bruggy — 10. června 1975 Bruggy) byl belgický sociálnědemokratický politik, představitel dnes již zaniklé Belgické socialistické strany (Parti Socialiste belge, Belgische Socialistische Partij), jejímž předsedou byl v letech 1942–1945. Byl premiérem Belgie v letech 1945–1946 a 1954–1958. V letech 1961–1974 byl předsedou belgického parlamentu.
Začínal jako radní rodného města Bruggy. Za druhé světové války organizoval odbojové hnutí Vlaamse Centrale der Illegale Partij. Po válce stál v čele tří různých kabinetů, mimo to zastával řadu dalších vládních funkcí – byl ministrem práce a sociálních věcí, ministrem zdravotnictví, ministrem dopravy i ministrem hornictví. Van Ackerovy vlády provedly celou řadu sociálních reforem, zejména v oblasti důchodového zabezpečení, bytové výstavby a školství. Roku 1955 například vznikl systém finanční podpory demolic a výstavby nových domů na místě těch zbouraných, roku 1956 bylo zavedeno povinné penzijní pojištění. Van Ackerova vláda také snížila délku vojenské služby z 21 na 18 měsíců.